# Metaphidippus nitidus
Metaphidippus nitidus là một loài nhện trong họ Salticidae.
Loài này thuộc chi Metaphidippus. Metaphidippus nitidus được Elizabeth Maria Gifford Peckham & George William Peckham miêu tả năm 1896.